# Altınbaşak, Pasinler
Altınbaşak là một xã thuộc huyện Pasinler, tỉnh Erzurum, Thổ Nhĩ Kỳ. Dân số thời điểm năm 2011 là 1.263 người.